# Seward megye (Kansas)
Seward megye az Amerikai Egyesült Államokban, azon belül Kansas államban található. Megyeszékhelye és legnagyobb városa Liberal. Lakosainak száma 21 964 fő (2020. április 1.). Seward megye Haskell, Meade, Beaver, Texas és Stevens megyékkel határos.

## Népesség
A megye népességének változása:
| Lakosok száma | 22 996 | 23 204 | 23 409 | 23 390 | 23 152 | 21 964 |
|               | 2010   | 2011   | 2012   | 2013   | 2015   | 2020   |